# Giày bảo hộ lao động

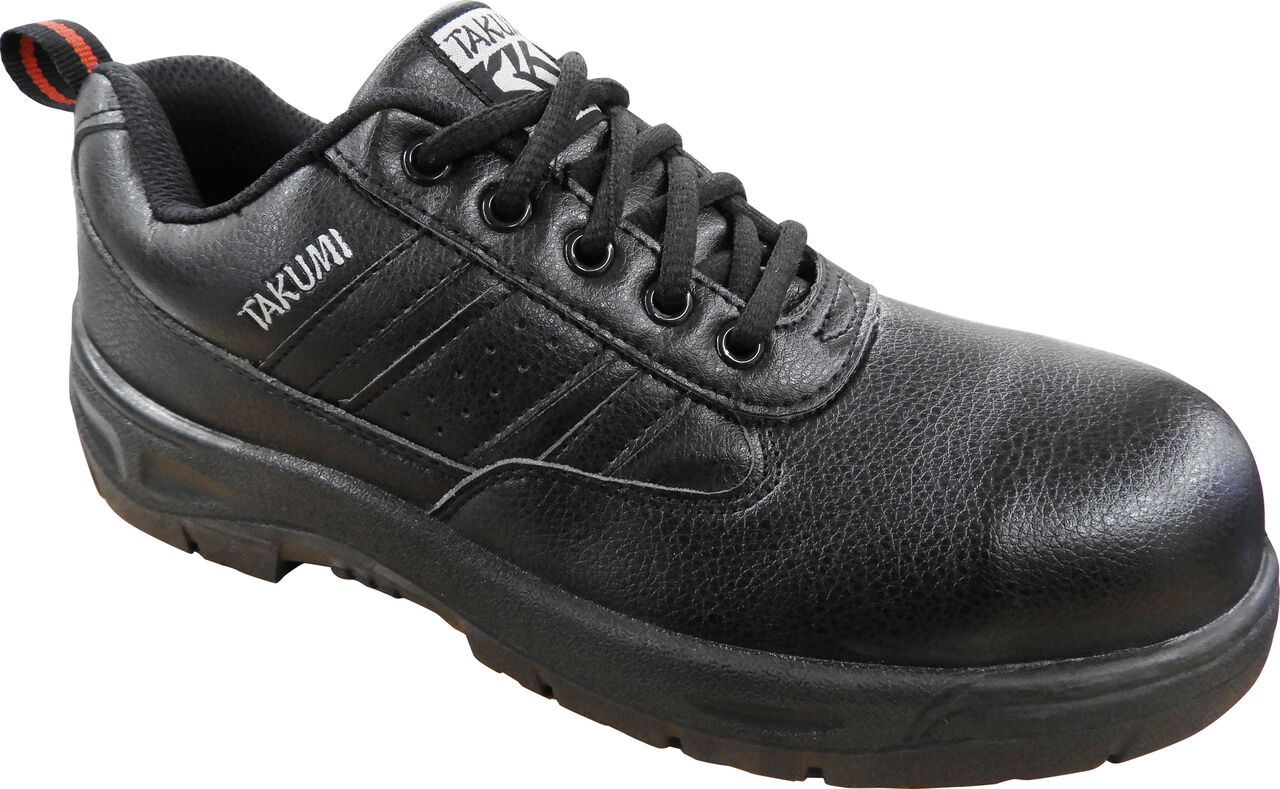
Một đôi giày bảo hộ mũi thép của Nhật

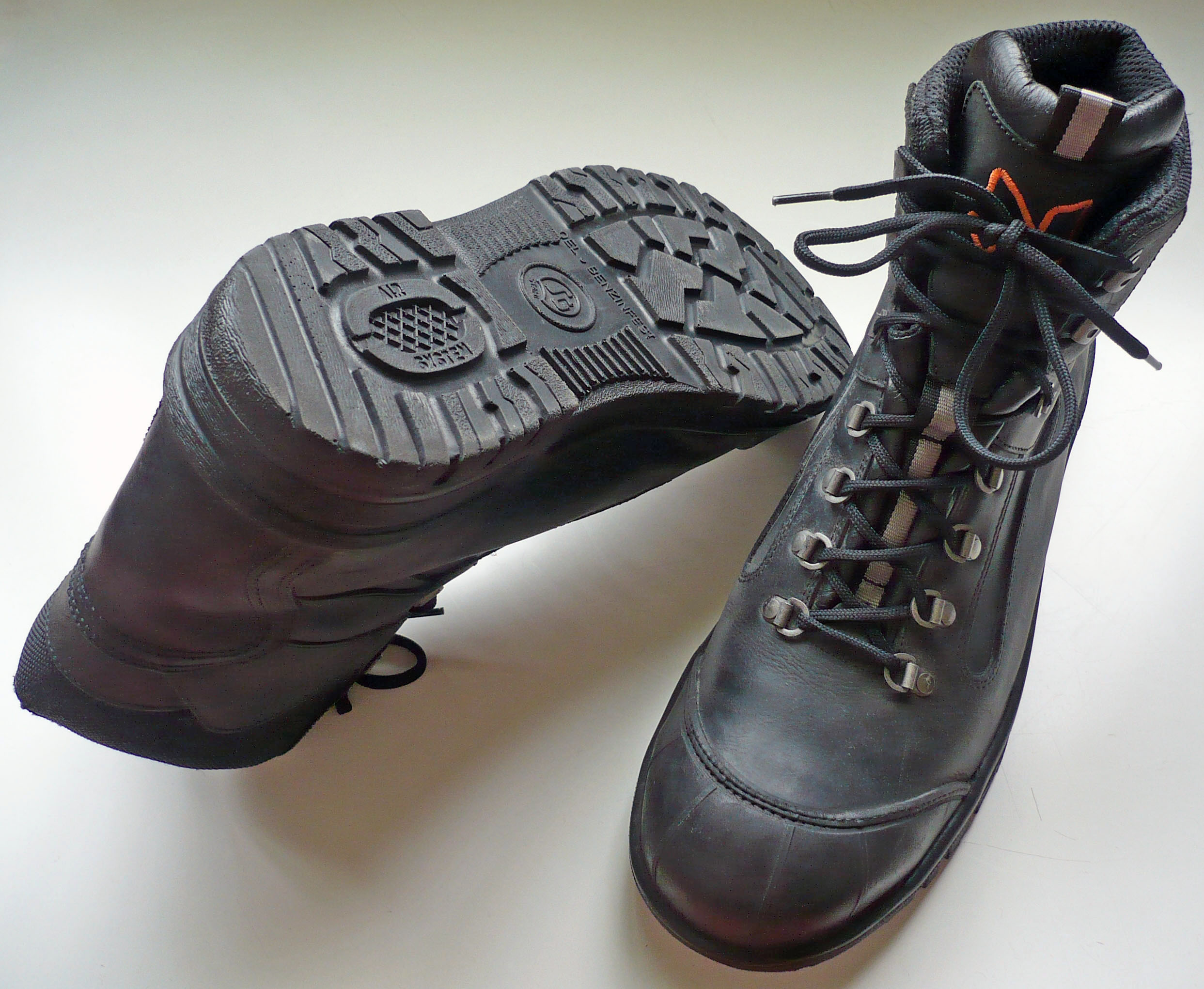
Một đôi giày an toàn chuẩn ISO 20345: 2004 tuân thủ S3

Giày bảo hộ lao động (hay còn được gọi là giày bảo hộ, giày mũi thép) là 1 đôi giày hoặc ủng mà có phần mũi thép bảo vệ các đầu ngón chân tránh được nhiều trường hợp té ngã, va chạm, vật nặng rơi vào chân. Chúng thường được kết hợp với lót thép để chống những vật nhọn đâm thủng.
Thông thường phần mũi giày được tạo ra từ thép, nhưng ngày nay nhiều nhà sản xuất giày bảo hộ đã sử dụng những chất liệu như sắt, nhôm, composite,.. nhưng vẫn đảm bảo khả năng bảo vệ tương đương. Giày bảo hộ là thiết bị bảo hộ quan trọng, giúp bảo vệ người lao động an toàn đặc biệt là trong các công việc như xây dựng, công trình, công trường, những nhà máy, xí nghiệp, khu công nghiệp. Quy định về an toàn và vệ sinh trong lao động yêu cầu bắt buộc trang bị đồ bảo hộ cũng như giày bảo hộ đảm bảo an toàn cho công nhân làm việc trực tiếp tại những nơi này.
Những ký hiệu trên giày bảo hộ sẽ cho biết đôi giày đó đạt các tiêu chuẩn an toàn nào, của quốc gia hoặc quốc tế. Qua đó xác định mức độ bảo vệ của đôi giày đó: Chống đinh, chống trơn trượt, chống tĩnh điện và hóa chất nguy hiểm,... Giày bảo hộ có tác dụng giữ an toàn cho đôi chân người sử dụng, từ những vật sắc nhọn, vật nặng có thể ảnh hưởng làm tổn thương đôi chân. Hoặc tránh được những tác động của hóa chất, điện giật, chống dầu.
Giày bảo hộ ngày nay được thiết kế an toàn, thời trang, với nhiều kiểu dáng, mẫu mã , màu sắc khác nhau. Có giày bảo hộ siêu nhẹ, Giày bảo hộ thể thao, Giày bảo hộ da bò, giày bảo hộ mũi thép,... Ngoài các thương hiệu nổi tiếng sản xuất giày trong nước thì thị trường giày bảo hộ cũng rất sôi động. Với các thương hiệu nổi tiếng cao cấp được nhập khẩu như: Giày bảo hộ Jogger, Ziben, K2, Hans,... Những sản phẩm này đều đạt tiêu chuẩn quốc tế. Nó cũng tạo ra nhiều sự lựa chọn cho người lao động.

## Tiêu chí an toàn
Một số ký hiệu về tiêu chí an toàn có trên giày bảo hộ lao động
- Tam giác xanh lá  giày có mũi thép loại 1 và lót thép chống đâm thủng.
- Tam giác vàng  giày có mũi thép loại 2 và lót thép chống đâm thủng.
- Hình vuông trắng (có biểu tương OHM)  cho biết giày chống điện.
- Hình vuông vàng (với từ SD) cho biết giày chống tĩnh điện.
- Hình vuông đỏ (có từ C) biểu thị độ dẫn điện.
- Hình cây thông cho biết bảo vệ chống cưa xích.

### Hoa kỳ
Tại Hoa Kỳ, tiêu chuẩn áp dụng cho giày bảo hộ lao động là tiêu chuẩn ASTM F2412-05, đây là tiêu chuẩn để bảo vệ chân và tiêu chuẩn ASTM F2413-05 là tiêu chuẩn cho các yêu cầu hiệu suất để bảo vệ bàn chân.
OSHA yêu cầu tuân thủ ANSI Z41.1-1991, "Tiêu chuẩn quốc gia của Mỹ về giày bảo hộ cá nhân bảo vệ", nếu mua sau ngày 5 tháng 7 năm 1994, hoặc tiêu chuẩn ANSI "Tiêu chuẩn Hoa Kỳ về giày bảo hộ của nam giới", Z41. 1-1967. nếu mua trước.
California đã cập nhật các quy định của mình với tiêu chuẩn ASTM 2005 mới F 2412-05, Phương pháp kiểm tra tiêu chuẩn về bảo vệ chân và ASTM F 2413-05, Đặc điểm kỹ thuật tiêu chuẩn cho các yêu cầu về hiệu suất để bảo vệ chân.

### Canada
Hiệp hội Tiêu chuẩn Canada (CSA) đã sử dụng các biểu tượng trên giày bảo hộ trong hơn 30 năm, được công bố trong tiêu chuẩn CS195 Z195. Mỗi hình dạng và màu sắc đại diện cho các tiêu chí an toàn cụ thể cho tất cả giày dép và quần áo an toàn được mua ở Canada.
Tam giác màu xanh lá cây với biểu tượng CSA - Bảo vệ đâm thủng duy nhất với ngón chân bảo vệ Lớp 1. (Môi trường làm việc nặng nề: xây dựng; cửa hàng máy móc, nơi có các vật sắc nhọn)
Tam giác màu vàng có biểu tượng đã đăng ký - Bảo vệ đâm thủng duy nhất với ngón chân bảo vệ Lớp 2. (Môi trường làm việc công nghiệp nhẹ)
Hình chữ nhật màu trắng với màu cam Hy Lạp thư omega và biểu tượng CSA - đế cung cấp điện giật kháng, với Ω (omega vốn) là biểu tượng cho ohms của kháng điện. (Bất kỳ môi trường công nghiệp nào có thể dẫn điện trực tiếp)
Hình chữ nhật màu vàng có chữ "SD" màu xanh lá cây, biểu tượng nối đất và biểu tượng CSA - Có khả năng tiêu tan điện tích tĩnh điện theo cách được kiểm soát. (Bất kỳ môi trường công nghiệp nào có thể xả tĩnh điện có thể gây nguy hiểm cho người lao động hoặc thiết bị)
Hình chữ nhật màu đỏ có chữ C màu đen, ký hiệu nối đất và ký hiệu CSA - Đế có tính dẫn điện (Bất kỳ môi trường công nghiệp nào mà điện tích công suất thấp có thể gây nguy hiểm cho người lao động hoặc thiết bị)
Nhãn màu trắng có biểu tượng cây thông xanh và biểu tượng CSA - Cung cấp sự bảo vệ khi sử dụng cưa xích. (Công nhân lâm nghiệp và những người khác bắt buộc phải sử dụng cưa máy)
Hình vuông xanh dương có biểu tượng CSA - Chỉ ngón chân bảo vệ lớp 1. (Đối với tất cả các môi trường khác không được liệt kê ở trên)
Nói chung, giày bảo hộ là giày tuân theo ít nhất một trong năm tiêu chí. Bạn có thể tìm thấy các tiêu chí mà một giày an bảo hộ thủ bằng cách tìm kiếm mã chữ và số CSA (Hiệp hội Tiêu chuẩn Canada) được tìm thấy bên trong giày. Mã này được tạo thành từ sự kết hợp của 5 biểu tượng khác nhau::
- 1, 2 or 0;
- P or 0;
- M or 0;
- E, S or C;
- X or 0.

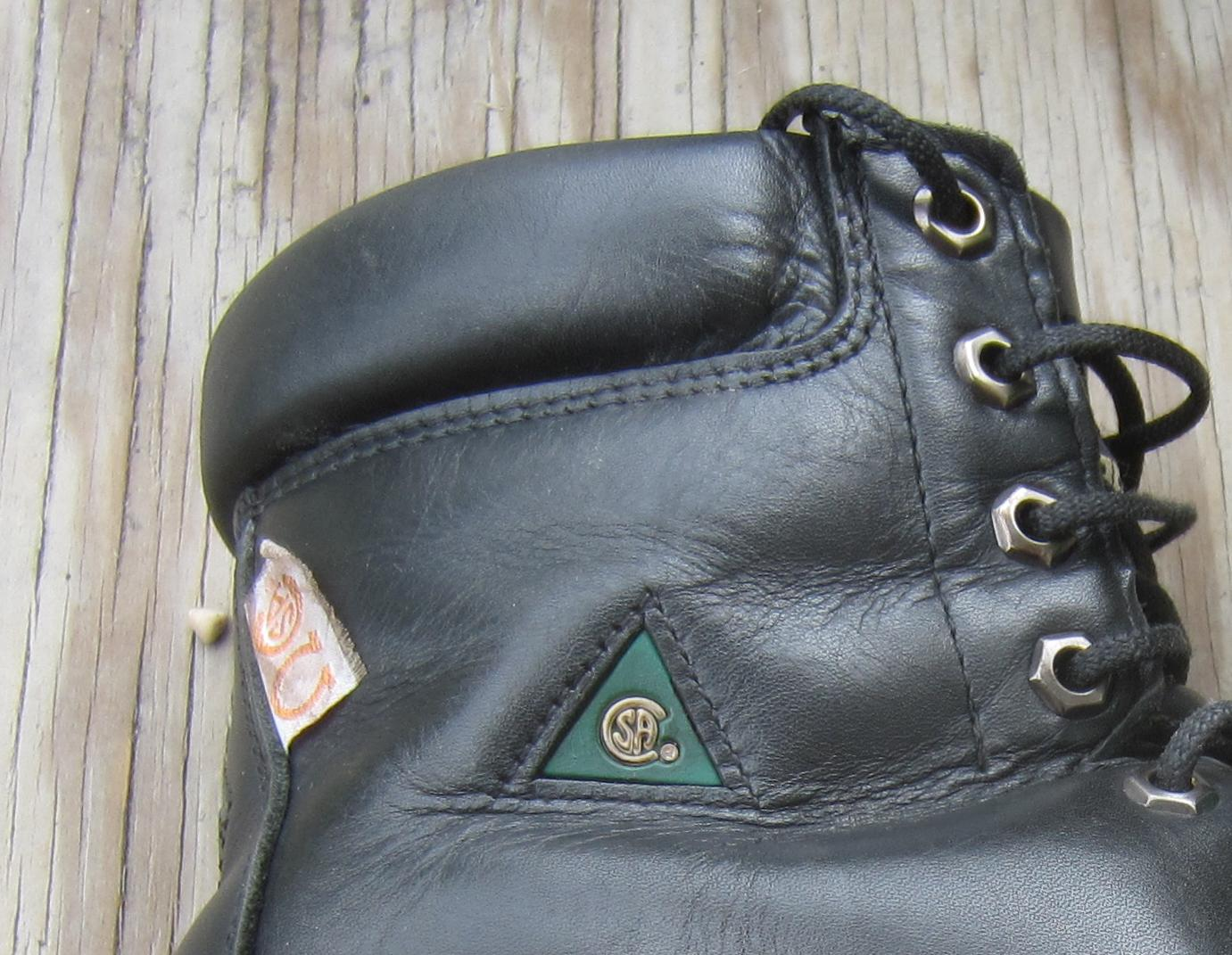
(CSA) tam giác xanh và thẻ an toàn điện màu da cam

1. Mã đầu tiên cho biết nếu giày có nắp bằng thép trên ngón chân (một vỏ kim loại được gắn trên đầu ngón chân của giày). "0" có nghĩa là không có. "1" có nghĩa là có, và nó chống lại tác động của 125 Joules (đối tượng 22,7 kg rơi từ 56 cm ở trên). "2" có nghĩa là nó chống lại một tác động của 90 Joules
2. Mã thứ hai cho biết nếu giày có đế lót thép để bảo vệ lòng bàn chân. "P" có nghĩa là nó. "O" có nghĩa là nó không.Mã thứ hai cho biết nếu giày có đế lót thép để bảo vệ lòng bàn chân. "P" có nghĩa là nó. "O" có nghĩa là nó không.
3. Mã thứ ba cho biết liệu giày có bảo vệ metatarsus chống lại va đập và va chạm. "M" có nghĩa là nó. "O" thì không.Mã thứ ba cho biết liệu giày có bảo vệ metatarsus chống lại va đập và va chạm. "M" có nghĩa là nó. "O" thì không.
4. Mã thứ tư cho biết tính chất điện của giày. "E" có nghĩa là nó chống lại những cú sốc điện. "S" có nghĩa là nó phân tán tĩnh điện. "C" có nghĩa là nó tiến hành điện.Mã thứ tư cho biết tính chất điện của giày. "E" có nghĩa là nó chống lại những cú sốc điện. "S" có nghĩa là nó phân tán tĩnh điện. "C" có nghĩa là nó tiến hành điện.
5. Mã cuối cùng này chỉ được tìm thấy trên những đôi giày bảo vệ chân khỏi cưa xích, ví dụ như giầy ủng. "X" nó có, "O" thì không.Mã cuối cùng này chỉ được tìm thấy trên những đôi giày bảo vệ chân khỏi cưa xích, ví dụ như giầy ủng. "X" nó có, "O" thì không.

### Châu Âu

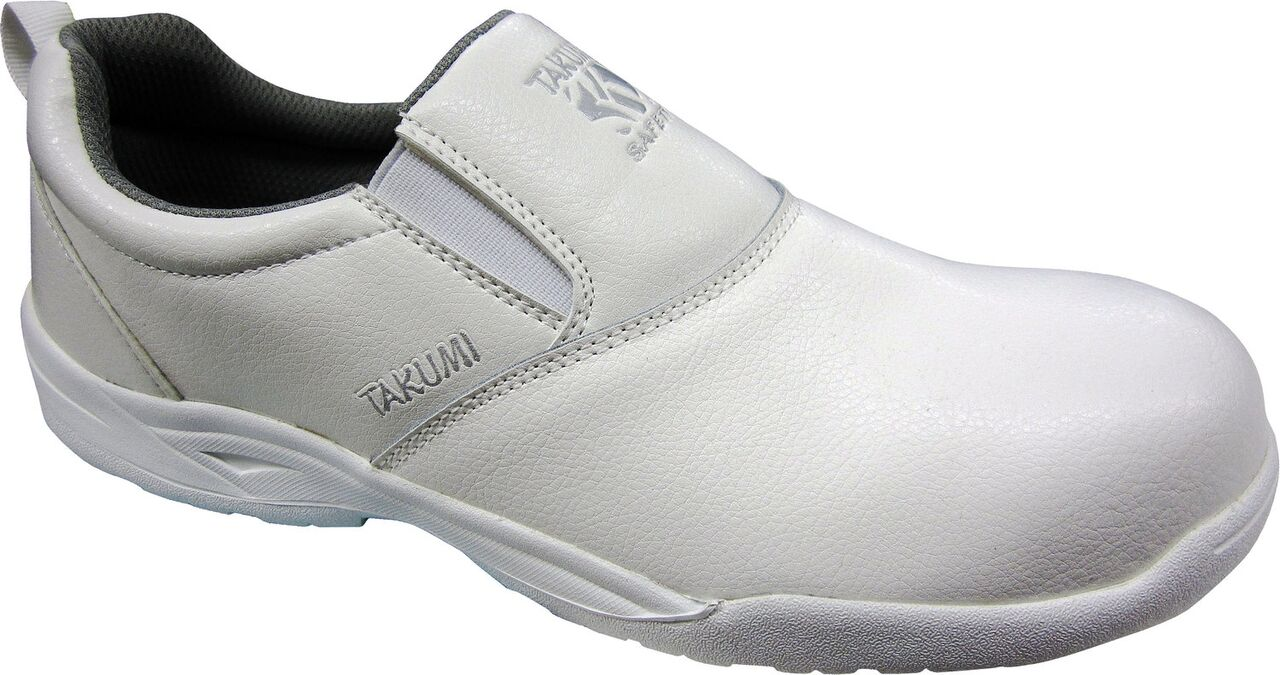
Một đôi giày đáp ứng chuẩn ISO 20345: 2004 chống tĩnh điện

Các Tổ chức quốc tế về tiêu chuẩn hóa cung cấp các tiêu chuẩn châu Âu cho giày dép an toàn. Bản hiện tại là ISO 20345: 2011 - trước đây là ISO 20345: 2004.

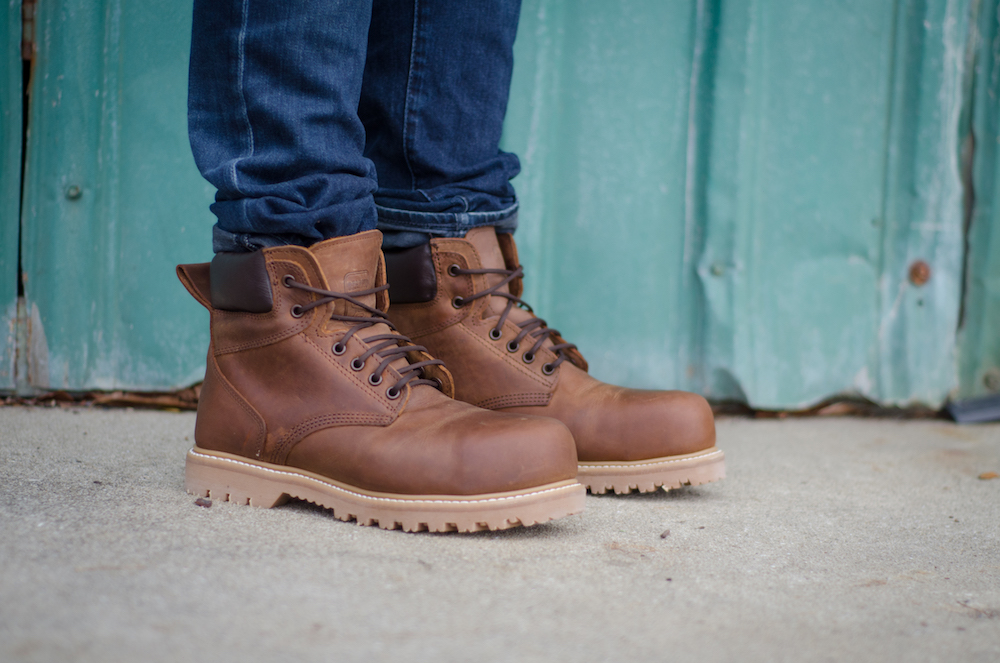
Một đôi giày an toàn ASTM 2412-2413 tuân thủ S3

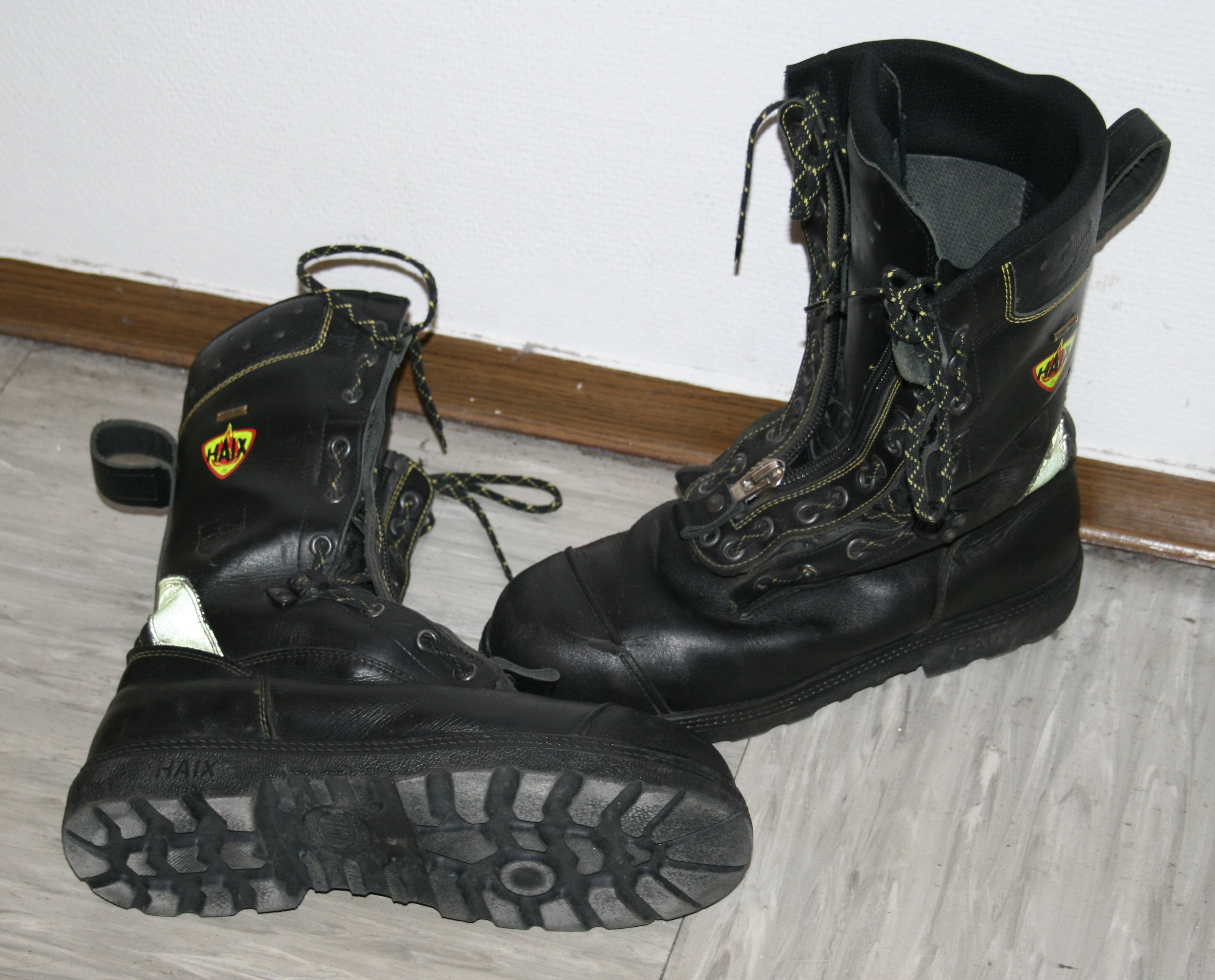
Một đôi giày ISO 20345: 2004 tuân thủ S3 HRO HI CI FPA an toàn cho nhân viên cứu hỏa

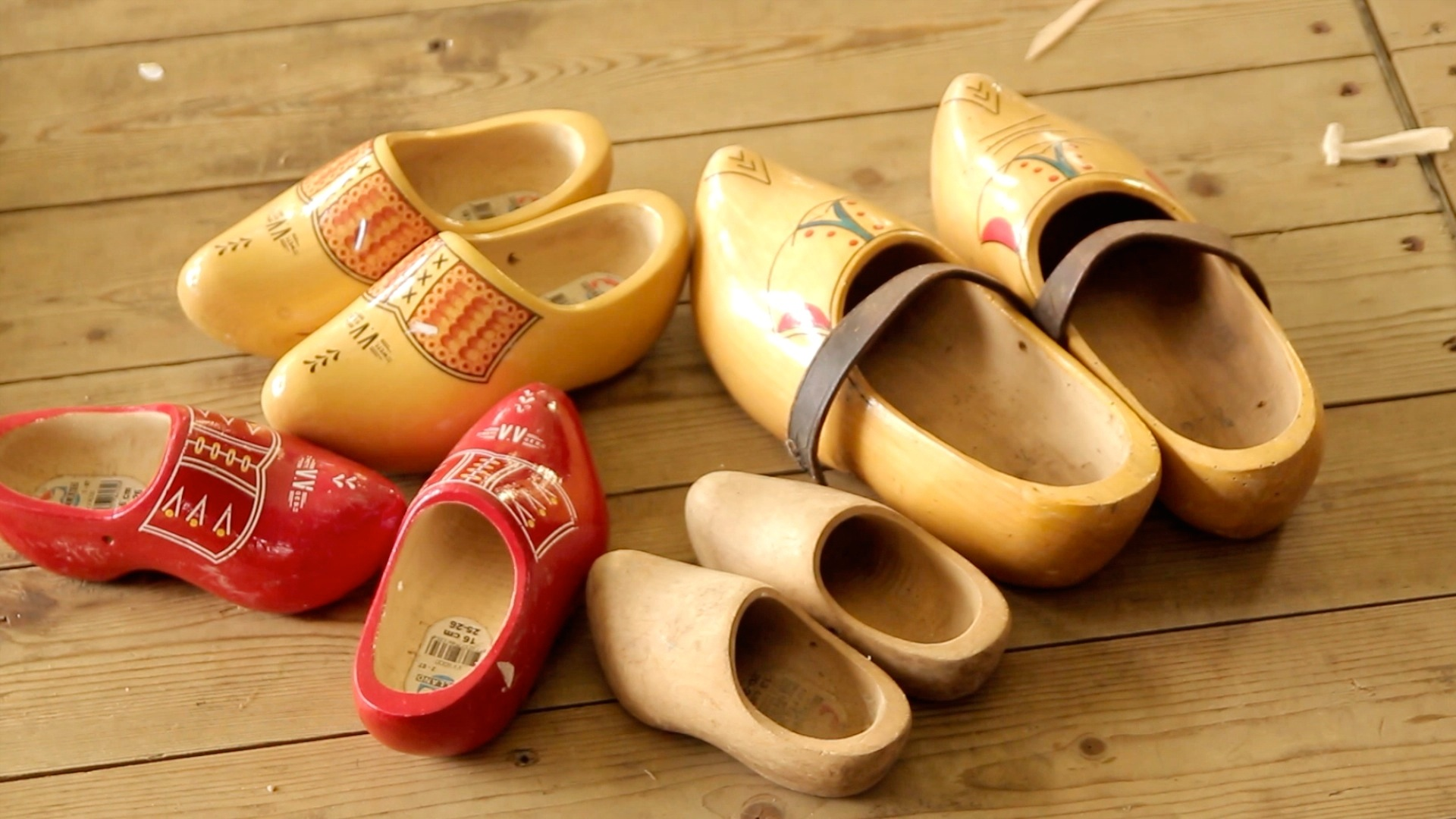
Một số loại giày an toàn truyền thống của Hà Lan là giày an toàn tiêu chuẩn S3 20345: 2004.

Các mã áp dụng cho giày dép an toàn Châu Âu là:
| Khu vực bảo vệ | Chi tiết | Mã  |
| -------------- | --- | --- |
| Ngón chân      | Tác động cơ bản 200 Joules bao gồm nén 15.000 newton.                                                                                      | SB  |
| Ngón chân      | Thuộc tính chống tĩnh điện. Chịu tác động 200 Joules.                                                                                      | S1  |
| Ngón chân      | Thuộc tính chống tĩnh điện. Khả năng thấm nước và hấp thụ nước. Chịu tác động 200 Joules.                                                  | S2  |
| Ngón chân      | Thuộc tính chống tĩnh điện. Khả năng thấm nước và hấp thụ nước. Chịu tác động 200 Joules, khả năng chống thấm.                             | S3  |
| Bảo vệ bổ sung | Chịu nhiệt Đế ngoài: khả năng chịu lực duy nhất của đế tiếp xúc nóng lên đến 300 °C                                                        | HRO |
| Bảo vệ bổ sung | Khả năng chống thấm được cung cấp bởi một midsole thép: 1100 newtons. Khả năng chống thấm được cung cấp bởi một midsole thép: 1100 newtons | P   |
| Bảo vệ bổ sung | Hấp thụ lực từ gót chân: 20 Joules | E   |
| Bảo vệ bổ sung | Khả năng chống thấm nước | WRU |
| Điện trở       | Dẫn điện: Điện trở tối đa 100 kΩ | O   |
| Điện trở       | Chống tĩnh điện: Dải từ 100 kΩ đến 1000 MΩ                                                                                                 | A   |
| Môi trường     | Lạnh cách điện: giày cách nhiệt chống lạnh                                                                                                 | CI  |
| Môi trường     | Cách nhiệt: giày cách nhiệt chống nóng | HI  |

Ngoài ra còn có EN ISO 20346: 2004 cho giày bảo hộ (phải tuân thủ các yêu cầu an toàn cơ bản nhưng yêu cầu chịu va đập trên đầu ngón chân là thấp hơn - 100 Joules) và EN ISO 20347: 2004 cho Giày dép bảo hộ (phải tuân theo yêu cầu an toàn với tính chất chống tĩnh hoặc chống trượt. Tiêu chuẩn này không yêu cầu nắp bảo vệ)

### Châu Á
Tiêu chuẩn giày an toàn ở châu Á là:
- Trung Quốc: GB 21148 & An1, An2, An3, An4, An5
- Indonesia: SNI 0111: 2009
- Nhật Bản: JIS T8101
- Malaysia: SIRIM MA 1598: 1998
- Singapore: SS 513-1: 2005
- Ấn Độ: IS 15298-I: phương pháp thử nghiệm năm 2011, IS 15298 –II cho giày bảo hộ, Giày dép bảo hộ IS 15298-III, Giày dép chuyên dụng IS 15298-IV
- Thái Lan: TIS 523-2011

### Úc / Niu-di-lân
- Úc: AS/NZS 2210.3:2009

## Dùng làm vũ khí
Giày mũi thép đã được sử dụng trong các cuộc tấn công, chẳng hạn như cuộc tấn công vào Josie Lou Ratley, một thiếu niên Florida. Câu lạc bộ đêm và các địa điểm vui chơi giải trí khác thường bao gồm quy tắc "không mang giày bảo hộ" như một phần của quy tắc trang phục nhằm giảm thiểu khả năng gây thương tích nghiêm trọng cho những khách hàng quen khác nếu người mặc gây bạo lực. Sử dụng giày bảo hộ trong bóng đá đã bị phản đối bởi những cảnh báo cho người hâm mộ rằng họ sẽ phải cởi giầy như vậy để tham dự các trận đấu bóng đá. 
Bản mẫu:Footwear